# Riella americana
Riella americana är en bladmossart som beskrevs av M.Howe et Underw.. Riella americana ingår i släktet Riella och familjen Riellaceae. Inga underarter finns listade i Catalogue of Life.